# Дисконтний клуб
Дисконтний клуб — добровільне об'єднання, юридична особа чи підрозділ юридичної особи, яке надає послуги з випуску та обслуговування дисконтних карток, купонів, ваучерів що надають їх власникам знижки або інші переваги чи преференції. 
Як правило дисконтний клуб випускає власну дисконтну картку, прийом якої і надання знижок за якою здійснюється в торгових точках партнерами дисконтного клубу за заздалегідь обумовленим правилами. 
Основна мета дисконтних клубів - об'єднання та взаємний обмін клієнтськими базами, з метою розширення бізнесу кожного партнера клубу та надання знижок клієнтам клубу. 

## Дисконтний клуб може бути закритим або відкритим по своїй суті.
Закритий дисконтний клуб відрізняється тим, що стати клієнтом або партнером дисконтного клубу можна тільки за рекомендацією та / або згоди інших клієнтів або партнерів клубу відповідно. 
Відкритий дисконтний клуб пропонує партнерам та клієнтам клубу можливість участі в клубі без узгодження з іншими партнерами або клієнтами дисконтного клубу. 
Як правило, відкриття дисконтні клуби пропонують клієнтами стати учасниками клубу:
1. Придбавши картку дисконтного клубу. 
2. Здійснивши покупку, визначену правилами дисконтного клубу, в торговельних точках партнера (-ів) дисконтного клубу.
3. Беручи участь в акційних заходах партнерів дисконтного клубу. 
4. Безоплатно

## Розвиток
Практика створення дисконтних клубів з'являлася як продовження клієнтських клубів окремих торговців, і викликана комерційним інтересом на зниженні витрат на розвиток власної клієнтської програми лояльності кожного торговця. 
Пізніше, дисконтні клуби стали використовувати напрацьовані клієнтські бази як маркетинговий і рекламний інструмент, проводячи рекламні компанії серед клієнтів клубу, як цільової аудиторії з високою купівельною спроможністю. 
У рекламній роботі дисконтні клуби активно використовують друковані каталоги знижок, сайти, ЗМІ та SMS розсилки. 
На ряду з дисконтними клубами, які використовують картонні і пластикові дисконтні картки з розвитком мобільного зв'язку та Інтернет-а з'являються клуби використовують електронні дисконтні картки та електронні квитки, які зберігаються на електронних носіях інформації, що надають можливість безконтактної передачі такої інформації (зчитування сканером з екрану мобільного телефону, передача коротких текстових повідомлень SMS, Bluetooth, WiFi і т.і.). 